# Absolument fabuleux
Absolument fabuleux ist ein französischer Spielfilm aus dem Jahr 2001. Die Komödie basiert auf der britischen Fernsehserie Absolutely Fabulous und kam am 29. August 2001 in Frankreich in die Kinos.

## Handlung
Basierend auf den Geschehnissen der Serienvorlage sind auch im Film verschiedene Exzesse der beiden Hauptcharaktere Eddie und Patsy zu beobachten. Beide, großgeworden in den 1960er-Jahren, verbrannten beim Woodstock-Festival 1969 ihre BHs und versuchen die gute alte Zeit weiterhin zu erleben. Besonders Eddies 21-jährige Tochter Safrane missfällt das jugendlich wirkende Verhalten der beiden älteren Damen sehr. So durchleben Eddie und Patsy verschiedene Lebensabschnitte, in denen Alkohol und andere Drogen stets Hauptbegleiter ihrer Abenteuer sind. Die Versuche Eddies ihre Tochter von diesem Lebensstil zu überzeugen gelingen jedoch nie. Einer der Handlungsorte ist das Anwesen von Eddie, ein Loft, das sich im Pariser Stadtteil Bastille im 12. Arrondissement befindet. Im Film behandelte Lebensabschnitte sind u. a. der 50. Geburtstag von Eddie, ein Makeover-Vertrag für Chantal Goya und Patsys Gastauftritt in einer Talkshow von Stephane Bern.

## Veröffentlichung
Erstmals im Kino zu sehen war der Film ab dem 29. August 2001 in Frankreich. Fast 1,4 Millionen Menschen sahen den Film im Kino. In der Schweiz erfolgte die Veröffentlichung am 1. September 2001, gefolgt von Belgien am 5. September 2001. Die spanische Veröffentlichung erfolgte am 1. Mai 2002. Erstmals im französischen Fernsehen wurde der Film am 30. Mai 2004 auf TF1 ausgestrahlt.

## Rezeption
„Die französische Adaption der englischen Kultserie “Absolutely Fabulous” beweist, dass nicht bloss die Amerikaner auf Geschichtenklau gehen und sie für das heimische Publikum adaptieren. Doch was die Resultate an der Box-Office anbelangt können sie mit ihren amerikanischen 'Gegenspielern' kaum mithalten. Gabriel Aghion, Regisseur der erfolgreichen Gay-Komödie “Pédale douce”, schaffte es nicht, den frechen, politisch-unkorrekten Ton des Originals zu erhalten. Auch die tolle Besetzung kann daran nichts ändern.“

„Depending on your devotion to the original cult BBC series affectionately shortened to “AbFab,” France’s feature-length answer, “Absolument fabuleux” is either Absolutely Adequate or Positively Awful. [...] Colorful local marketing campaign fueled peppy initial results in Gaul but upon closer examination this concoction — like mixing pills and booze — is a pretty bad idea.“

„Abhängig von Ihrer Hingabe zur originalen BBC-Kultserie, die liebevoll „AbFab“ abgekürzt wird, ist Frankreichs abendfüllende Antwort „Absolument fabuleux“ entweder „Absolut angemessen“ oder „Positiv schrecklich“. [...] Bunte lokale Marketingkampagnen sorgten in Gallien für positive erste Ergebnisse, doch bei näherer Betrachtung ist diese Erfindung – wie das Mischen von Pillen und Alkohol – eine ziemlich schlechte Idee.“

„Cette adaptation en Français de l'univers de la série Ab Fab tient de l'hérésie. Le film d'Aghion ne saisit rien de l'esprit sarcastique typiquement britannique, l'acidité initiale finissant ici en bouillon écoeurant et pathétique. Malgré tout leur talent, Josiane Balasko et Nathalie Baye ne peuvent rien contre les intentions du réalisateur, ni contre les modèles originaux de Patsy (Joanna Lumley) et Edina (Jennifer Saunders) dont la trashitude tient du génie.“

„Diese französische Adaption der Welt der Ab Fab-Serie ist wie eine Ketzerei. Aghions Film fängt nichts von dem typisch britischen Sarkasmus ein, die anfängliche Säure endet hier in einer süßlichen und erbärmlichen Brühe. Trotz all ihres Talents können Josiane Balasko und Nathalie Baye nichts gegen die Absichten des Regisseurs oder gegen die ursprünglichen Vorbilder von Patsy (Joanna Lumley) und Edina (Jennifer Saunders) tun, deren Trashigkeit genial ist.“

## Soundtrack
Zum Film erschien ein Soundtrack, der 18 im Film verwendete Titel enthält.
| Nr.          | Titel                                  | Interpret                  | Länge   |
| ------------ | -------------------------------------- | -------------------------- | ------- |
| 1.           | Beautiful Life                         | Ace of Base                | 3:41    |
| 2.           | Il venait d'avoir 18 ans               | Dalida                     | 3:09    |
| 3.           | California Dreamin’                    | The Mamas and the Papas    | 2:38    |
| 4.           | Wonderful Life                         | Black                      | 4:46    |
| 5.           | Tout éclate, tout explose              | Claude François            | 2:29    |
| 6.           | Total Eclipse                          | Rosenstolz und Marc Almond | 4:02    |
| 7.           | Planet Claire                          | The B-52s                  | 4:35    |
| 8.           | Homme Sweet Homme                      | Zazie                      | 3:36    |
| 9.           | Bécassine (Rap French Version)         | Chantal Goya               | 3:20    |
| 10.          | Champagne, Champagne                   | Vanessa Amorosi            | 2:58    |
| 11.          | Épaule Tattoo                          | Étienne Daho               | 4:25    |
| 12.          | A Whiter Shade of Pale                 | Procol Harum               | 3:52    |
| 13.          | Champagne Champagne (Version Sax Slow) |                            | 3:19    |
| 14.          | Teknoluty Fabulous                     |                            | 3:35    |
| 15.          | The Flèche                             |                            | 4:54    |
| 16.          | Guru Bar                               |                            | 4:50    |
| 17.          | Mother                                 |                            | 5:41    |
| 18.          | Fanfare                                |                            | 4:20    |
| Gesamtlänge: | Gesamtlänge:                           | Gesamtlänge:               | 1:10:10 |

## Trivia
Jennifer Saunders, die die Idee zur Serie, auf der der Film basiert, hatte, war in der Komödie in einem kurzen Cameo zu sehen. Saunders war dabei eine Zuschauerin einer Modenschau und saß dabei direkt neben der französischen Schauspielerin Catherine Deneuve.
Laut eigener Aussage wurde die Rolle der Patsy zuerst Amanda Lear angeboten, jedoch auf Wunsch von Balasko schließlich mit Nathalie Baye besetzt.